# دوري جزر سيلي لكرة القدم
هو دوري كرة قدم رسمي لجزر سيلي، ويعتبر أصغر دور كرة قدم في العالم، حيث يحتوي على ناديين فقط. وينتمي إلى اتحاد كرة القدم.

## تاريخ
في عشرينيات القرن العشرين، تم تشكيل كأس ليونيس إنتر-آيلاند، وهي مسابقة بين جزر سانت ماري وتريسكو وسانت مارتينز وبراير وسانت أغنيس، بحلول الخمسينيات، بقي ناديان فقط - رينجرز وروفر، في عام 1984، غير الناديان اسمهائهن إلى حامية ارنرز ووولباك واندررز، وهما الاسمان الحاليان.
تحاول الرابطة الدخول إلى موسوعة غينيس للأرقام القياسية لأصغر رابطة في العالم.
في أبريل 2008، قامت أديداس بعرض إعلان يسمى «حلم كبير»، يسلط الضوء على الدوري، ويضم العديد من أفراد كرة القدم المعروفين بما في ذلك ديفيد بيكهام وستيفن جيرارد وباتريك فييرا.

## هيكل المنافسة

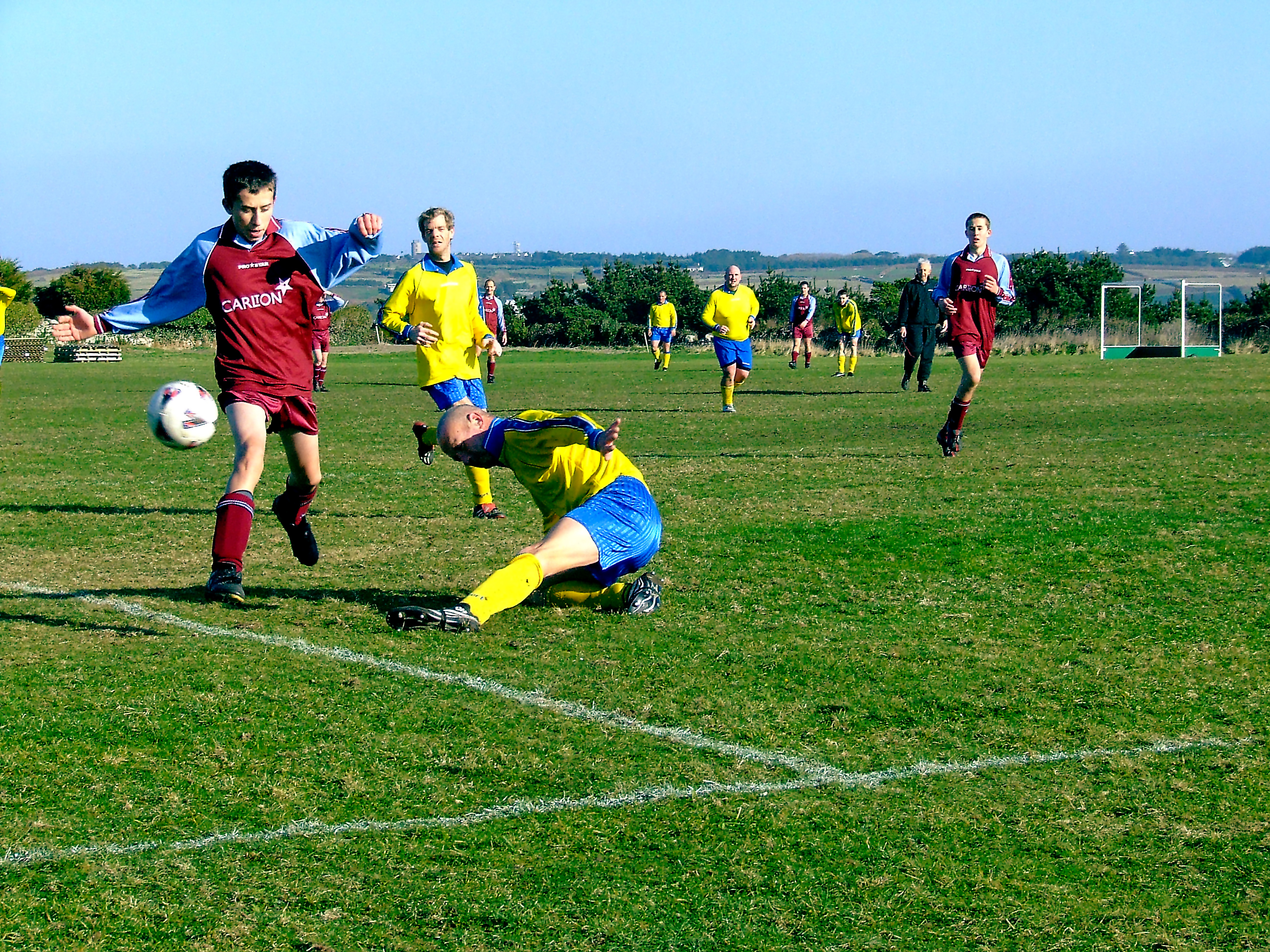
اللعبة قيد التقدم بين الفريقين - حامية ارنرز باللون الأصفر، وولباك واندررز باللون الأحمر.

مسابقة الدوري تشمل وولباك واندررز وحامية ارنرز يلعب كل منهما سبعة عشر مرة، غالبًا في يوم الأحد، يوجد أيضًا كأسان: كأس تجار الجملة وكأس فوريديك، والذي يتم لعبه على قدمين، يتم لعب مباراة «كبار السن مقابل الشباب» في يوم الصناديق، يبدأ الموسم نفسه بـالدرع الخيريز وتُلعَب جميع المباريات في ملعب جاريسون لكرة القدم، في جزيرة سانت ماري.
يتم لعب الدوري خلال فصل الشتاء، من منتصف نوفمبر حتى نهاية مارس.
من حين لآخر، يلعب فريق سيلي آيلز المشترك وهو فريق في المستوى 14 من نظام الدوري الإنجليزي لكرة القدم، يزور فريق من ترورو سنويًا للعب ضد فريق مشترك.

## مرتبة الشرف
فاز وولباك واندررز ببطولة كأس الإحسان 5 مرات - في الأعوام 2002 و2004 و2005 و2006 و2007، بالإضافة إلى ذلك، فازوا ببطولة درع الأسد مرتين - في عامي 2006 و2007.
فازت حامية ارنرز بلعبة درع الأسد مرة واحدة، في عام 2005.

## اهتمامات
تكافح جزر سيلي للتشبث بشبابها، لا يوجد شكل سادس في الجزر، لذلك عندما يبلغ الأطفال سن 16، يذهبون إلى البر الرئيسي، بالإضافة إلى ذلك، أسعار المنازل باهظة الثمن، لذلك فإنها تميل إلى عدم العودة حتى كبار السن، نتيجة لذلك، يتناقص عدد اللاعبين في الدوري، في عام 2008، قدّر هوارد كول، السكرتير الذي يحكم الألعاب، أن متوسط عمر كلا الفريقين يكون في منتصف إلى أواخر الثلاثينيات.